# Referátový časopis
Referátový časopis (též referátové periodikum nebo abstraktový časopis), anglicky abstract journal (též digest journal, abstacting magazine, abstracting journal), je specifický typ periodika bibliografického charakteru, obsahující záznamy o dokumentech s referáty (abstrakta), nebo referující anotace. Zabývá se vymezené oblasti vědy nebo techniky.

## Použití
Účelem tohoto periodického dokumentu bylo seznámit čtenáře s obsahem publikace nebo článku, pomocí stručného výtahu, bez nutnosti pracovat s originálem. Referátový časopis usnadňoval orientaci v přívalu nových informací a zdrojů tím, že je účelně shromažďoval, třídil, zpracovával a zprostředkovával. Nedostatkem tištěných referátových časopisů byla dlouhá časová prodleva mezi vydáním původních článků a zveřejněním referátu o nich v referátovém časopise (kvůli velkému množství informací zpracovávanému původně ručně), což vedlo ke ztrátě aktuálnosti. Například v době ukončení vydávání časopisu Chemisches Zentralblatt (v r. 1969) mohlo být zpoždění mezi vydáním článku v časopise a jeho zpracováním do Chemisches Zentralblatt i dva roky.

## Historie
V Německu se objevila první referátová periodika na sklonku 18. století, v době bouřlivého rozvoje vědeckých periodik. Jedním z prvních vydávaných referátových časopisů byl Chemisches Zentralblatt (vycházel 1830-1969).

### Současnost
Dlouhodobě se jednalo výhradně o papírovou formu tohoto druhu dokumentu. S rozvojem online bibliografických databází byl v některých případech připravován jako elektronický, doplňkový produkt. V současnosti[kdy?] je papírová forma v podstatě zrušena a bibliografické záznamy článků jsou zpřístupňovány výhradně elektronicky. V současnosti se referátové časopisy prakticky nevydávají.